# (392) Вильгельмина
(392) Вильгельмина (нидерл. Wilhelmina) —  астероид главного пояса, который был открыт 4 ноября 1894 года немецким астрономом Максом Вольфом в обсерватории Хайдельберга и назван в честь королевы Нидерландов Вильгельмины.

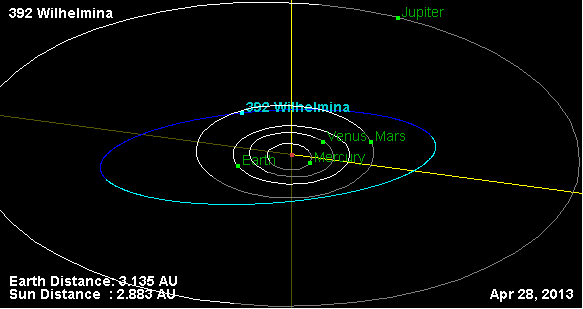
Орбита астероида Вильгельмина и его положение в Солнечной системе